# Bleu de Corse
De Bleu de Corse is een Franse kaas die geproduceerd wordt op het eiland Corsica.
De kaas is een blauwe kaas en wordt net als de Roquefort gemaakt van schapenmelk. Een deel van de productie van de Bleu de Corse wordt verscheept naar het vasteland om daar in de grotten van Combalou als “echte” Roquefort te rijpen.
De kaas kent een rijpingstijd van 3 maanden en is verkrijgbaar van juni tot november.